# Seznam křížových cest v Plzeňském kraji
Seznam křížových cest v Plzeňském kraji obsahuje Křížové cesty dochované i zaniklé. Seznam je řazen podle umístění a nemusí být úplný.

## Seznam
| Křížová cesta   | Fotografie | Galerie                                                                            | Maximální nadmořská výška (m n. m.) | Délka (km) | Rok         | Okres       | Souřadnice                       |
| --------------- | ---------- | ---------------------------------------------------------------------------------- | ----------------------------------- | ---------- | ----------- | ----------- | -------------------------------- |
| Dýšina          |            | Kategorie „Stations of the Cross in Dýšina“ na Wikimedia Commons                   | 366                                 | 3          | 2014        | Plzeň-město | 49°46′37″ s. š., 13°29′26″ v. d. |
| Hamry (†)       |            | Kategorie „Stations of the Cross in Hamry (Klatovy District)“ na Wikimedia Commons | 588                                 |            | 1774        | Klatovy     | 49°13′48″ s. š., 13°9′37″ v. d.  |
| Horšovský Týn   |            | Kategorie „Stations of the Cross in Horšovský Týn“ na Wikimedia Commons            | 443                                 |            | 1696        | Domažlice   | 49°31′21″ s. š., 12°55′29″ v. d. |
| Hory Matky Boží |            |                                                                                    | 720                                 |            | 1863        | Klatovy     | 49°16′16″ s. š., 13°26′3″ v. d.  |
| Klatovy         |            |                                                                                    | 435                                 |            | 1882        | Klatovy     | 49°24′17″ s. š., 13°17′20″ v. d. |
| Kožlany         |            | Kategorie „Stations of the Cross in Kožlany“ na Wikimedia Commons                  | 418                                 |            |             | Plzeň-sever | 49°59′40″ s. š., 13°32′53″ v. d. |
| Losina (†)      |            | Kategorie „Křížový vrch (Švihovská vrchovina)“ na Wikimedia Commons                | 485                                 |            | 1890        | Plzeň-jih   | 49°37′19″ s. š., 13°12′42″ v. d. |
| Nalžovské Hory  |            | Kategorie „Stations of the Cross in Nalžovské Hory“ na Wikimedia Commons           | 530                                 |            |             | Klatovy     | 49°19′44″ s. š., 13°32′51″ v. d. |
| Pernolec        |            |                                                                                    | 515                                 |            | 1902        | Tachov      | 49°46′55″ s. š., 12°40′44″ v. d. |
| Pocinovice      |            | Kategorie „Stations of the Cross in Pocinovice“ na Wikimedia Commons               | 570                                 | 0,8        | 1882        | Domažlice   | 49°21′12″ s. š., 13°8′9″ v. d.   |
| Radnice         |            | Kategorie „Stations of the Cross in Radnice“ na Wikimedia Commons                  | 430                                 |            | 1883        | Rokycany    | 49°51′33″ s. š., 13°36′47″ v. d. |
| Rokycany        |            | Kategorie „Stations of the Cross in Rokycany“ na Wikimedia Commons                 | 380                                 |            | po 1857     | Rokycany    | 49°44′49″ s. š., 13°36′4″ v. d.  |
| Skelná Huť      |            |                                                                                    | 530                                 |            | obnova 2012 | Klatovy     | 49°16′53″ s. š., 13°6′46″ v. d.  |
| Stříbro         |            |                                                                                    | 470                                 |            | obnova 2013 | Tachov      | 49°45′10″ s. š., 13°0′42″ v. d.  |
| Sušice          |            |                                                                                    | 546                                 |            | 2010        | Klatovy     | 49°14′6″ s. š., 13°31′36″ v. d.  |
| Železná Ruda    |            | Kategorie „Stations of the Cross in Železná Ruda“ na Wikimedia Commons             | 885                                 |            | 1815        | Klatovy     | 49°8′28″ s. š., 13°14′12″ v. d.  |
| Žihle           |            | Kategorie „Stations of the Cross in Žihle“ na Wikimedia Commons                    | 550                                 |            |             | Plzeň-sever | 50°1′40″ s. š., 13°19′33″ v. d.  |